# Tomáš Sivok
Tomáš Sivok (Pelhřimov, 15 settembre 1983) è un ex calciatore ceco, di ruolo difensore o centrocampista, amministratore sportivo dello Sparta Praga.
Nel 2006 era considerato uno dei migliori talenti emergenti della Repubblica Ceca.

## Caratteristiche tecniche
Sivok è un difensore centrale, che può essere schierato come libero, come mediano, come interno di centrocampo o come centrocampista offensivo
dimostrando una discreta duttilità tattica. Buon incontrista, veniva paragonato al connazionale Pavel Nedvěd.

## Carriera

### Club
Cresciuto nel Kamenice nad Lipou (1987-1994), dopo esser approdato nelle giovanili del České Budějovice (1994-2000) esordisce in prima squadra nella stagione 2000-2001.

#### České Budějovice
Dopo aver esordito nella stagione 2000-01 in Gambrinus Liga, la massima divisione del calcio ceco, totalizza altre 10 presenze senza realizzare reti. A fine stagione la società di České Budějovice, penultima, retrocede in seconda divisione. In Druhá Liga Sivok viene schierato in 27 occasioni, contribuendo alla promozione della società bianconera in Gambrinus Liga con 9 marcature.
Nell'estate del 2002 viene acquistato dalla società praghese dello Sparta Praga per 425 000 euro.

#### Sparta Praga

##### Stagione 2002-2003
Nella sua prima stagione nella capitale ceca, Sivok gioca 15 incontri di campionato realizzando una rete ed una partita di Champions League. Con i granata vince la Gambrinus Liga.
Il 31 luglio 2002 è convocato per la partita di Champions League contro i georgiani del T'orp'edo Kutaisi (3-0). Il 7 agosto esordisce a Kutaisi nella massima competizione europea subentrando nel secondo tempo a Jiří Jarošík nel ritorno della sfida contro il Torpedo Kutaisi (1-2). Non gioca la doppia sfida contro i belgi del Genk, che passano il turno grazie alle reti segnate a Praga (2-0 a Genk, 2-4 in Repubblica Ceca). I cechi vanno in Coppa UEFA: al primo turno affrontano e sconfiggono i bosniaci del Široki Brijeg (4-0) prima di essere estromessi dai turchi del Denizlispor (1-2) nel secondo turno.

##### Stagione 2003-2004: il ritorno alla Dynamo in prestito
Nel mercato estivo del 2003 lo Sparta Praga cede Sivok in prestito oneroso alla Dynamo České Budějovice con un diritto di riscatto fissato a 125 000 euro. Colleziona 13 presenze con i bianconeri, prima di ritornare a Praga nel mese di gennaio, alla scadenza del prestito. A fine stagione conta 10 incontri anche con lo Sparta, per un totale di 23 partite di campionato e 2 di Champions League.
Nella Champions League 2003-04 lo Sparta supera subito i macedoni del Vardar (5-4) e passa alla fase a gironi. Sivok, nel 2003 in prestito al České Budějovice, salta la fase a gironi - con Lazio, Chelsea e Beşiktaş - superata al secondo posto dai granata, dietro il Chelsea. Sivok esordisce nella partita giocata allo stadion Letná contro il Milan sostituendo Lukáš Zelenka nei minuti di recupero. Gioca da titolare il ritorno al San Siro, vinto 4-1 dalla società italiana.

##### Stagione 2004-2005
Nella stagione seguente Sivok si guadagna un posto da titolare nella formazione granata. A fine stagione totalizza 25 incontri e nessun gol in campionato, vinto dallo Sparta e 10 presenze ed 1 rete in UEFA Champions League, dove lo Sparta si ferma alla fase a gironi.
Sivok realizza a Nicosia il 2-2 della partita di UEFA Champions League tra APOEL e Sparta Praga dopo esser subentrato a Marek Čech nella seconda frazione di gioco. Disputa da titolare il ritorno a Praga (2-1). I cechi affrontano gli ungheresi del Ferencváros: Sivok è titolare sia a Budapest (1-0) sia a Praga (2-0 ai supplementari). Nella fase a gironi i boemi sono inseriti assieme a Olympique Lyon, Manchester United e Fenerbahçe: Sivok gioca tutti e sei gli incontri da titolare.

##### Stagione 2005-2006
Nella stagione 2005-06 Sivok conclude la stagione contando 15 partite di Gambrinus Liga e 3 reti oltre a 2 incontri di Champions nei quali non realizza alcun gol. In questa stagione conquista la fascia da capitano dei granata.
Lo Sparta Praga è nella fase a gironi della Champions League. Nel gruppo B lo Sparta affronta Ajax, Arsenal e Thun. Gioca solamente due incontri: il primo contro l'Ajax (1-1) e il secondo da capitano nella partita contro il Thun in Svizzera.

##### Stagione 2006-2007
Nella sua quarta annata consecutiva a Praga, la seconda da capitano, totalizza 12 presenze in campionato e 2 marcature nella prima parte della stagione. Sivok si ritaglia uno spazio anche in Coppa UEFA: lo Sparta Praga inizia l'avventura europea dal primo turno contro gli scozzesi dell'Hearts superati nel doppio confronto per 0-2. Dopo aver saltato la prima partita della fase a gironi contro l'Espanyol (0-2) gioca le altre partite contro Zulte Waregem (3-1), Ajax (0-0) e Austria Vienna (0-1). Lo Sparta Praga chiude il girone al quarto posto dietro Espanyol, Ajax e Zulte Waregem.
Conclude la sua quinquennale esperienza praghese totalizzando 77 presenze e 6 reti in Gambrinus Liga, 15 partite e 1 marcatura in UEFA Champions League, 5 gettoni senza gol in Coppa UEFA.
Con lo Sparta gioca in totale 77 gare di campionato e nel 2005 ne indossa anche la fascia di capitano. Nello stesso anno, il 28 settembre durante la partita di Champions League contro l'Ajax, si infortuna gravemente al ginocchio ed è costretto a stare fuori dai campi di gioco per 6 mesi.

#### Udinese
Il 31 gennaio 2007 la società italiana dell'Udinese acquista Sivok dallo Sparta Praga per 1.985.000 euro. Esordisce in Serie A il 18 marzo nella vittoria interna per 4-0 contro il Livorno. Il 29 aprile gioca la sua prima partita da titolare contro il Catania (0-1). Il 27 maggio realizza la sua prima rete con la maglia friulana nella sfida contro il Palermo (persa 1-2).
Conclude la sua prima stagione in Italia collezionando 11 presenze ed 1 gol.
Il 26 agosto esordisce nella stagione 2007-2008 giocando la partita di campionato contro l'Inter a Milano (1-1). Viene schierato anche nella sfida contro il Napoli in quella che sarà la sua ultima partita in serie A (0-5).

#### Il ritorno allo Sparta
Il 31 dicembre 2007 l'Udinese ufficializza il prestito di Sivok allo Sparta Praga: in questo modo ha più spazio per guadagnarsi la convocazione agli Europei in Svizzera e Austria.
Il 16 febbraio esordisce da titolare nella sfida contro lo Zlín (0-2). Tra il 16 febbraio e il 27 aprile 2008 lo Sparta Praga conquista 27 punti utili consecutivamente. Il 20 aprile arriva la prima marcatura stagionale contro il Baník Most (3-0). Il 17 maggio disputa la sua ultima partita con la maglia granata a Liberec contro lo Slovan (4-3).

#### Beşiktaş

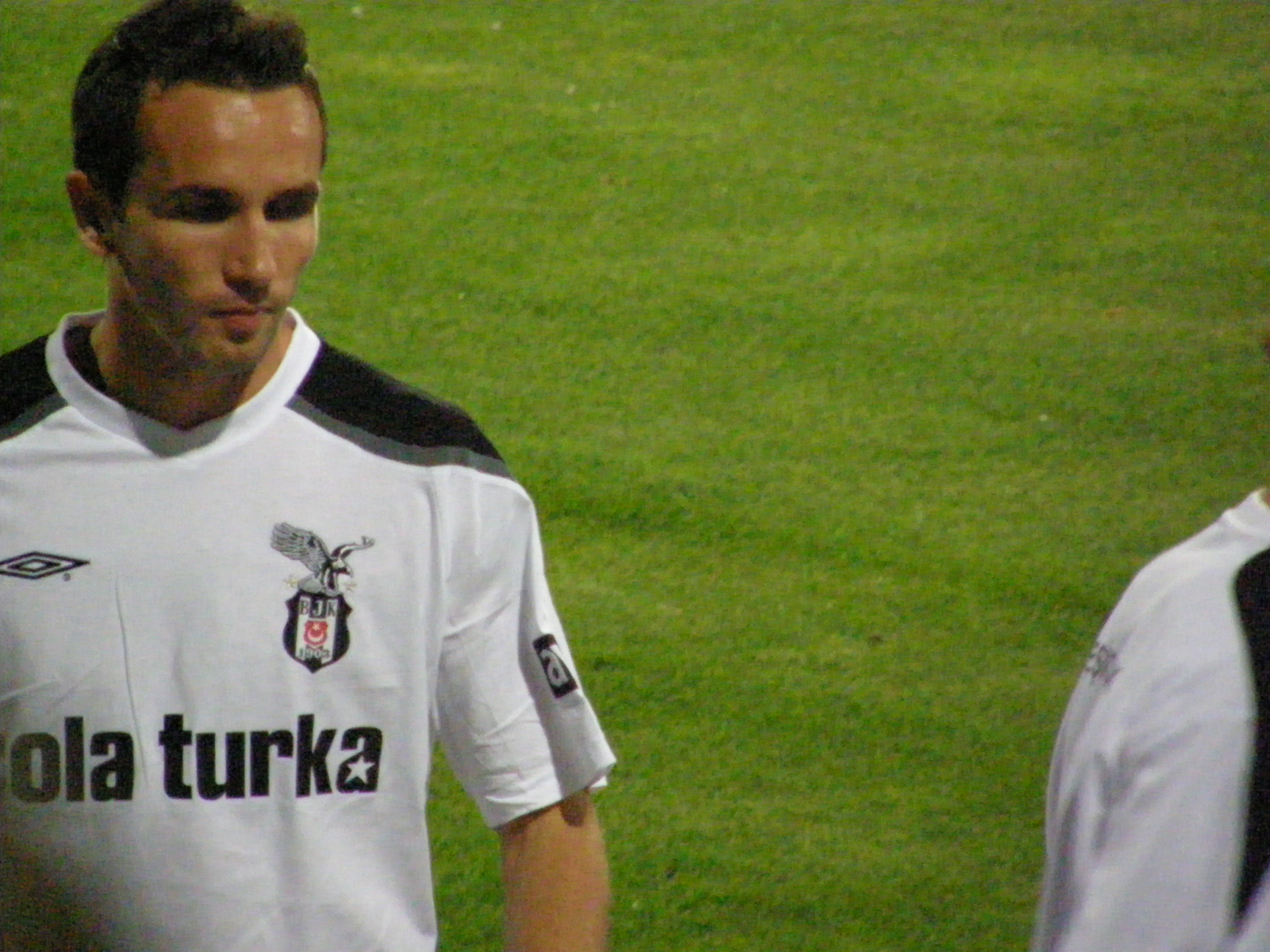
Tomáš Sivok con la maglia del Beşiktaş

##### Stagione 2008-2009
Ritornato a Udine dal prestito viene ceduto a titolo definitivo alla società turca del Beşiktaş, militante in Süper Lig, firmando contratto triennale.
Esordisce da titolare con la società di Istanbul il 14 agosto nella partita di Coppa UEFA contro i bosniaci del Široki Brijeg (1-2) giocando come terzino destro in un 4-5-1. Debutta in campionato il 24 agosto contro l'Antalyaspor (2-3). Alla settima giornata realizza la prima marcatura, il 19 ottobre ad Ankara nella sfida contro il Gençlerbirliği (1-3). Il 18 settembre il Beşiktaş batte gli ucraini del Metalist per 1-0 nella partita di andata del primo turno di Coppa UEFA. Il ritorno, non disputato dal ceco, vide la sconfitta del Beşiktaş a Charkiv per 4-1, e la conseguente eliminazione dalla competizione.
Sivok sigla il suo secondo gol stagionale il 23 novembre contro il Eskişehirspor (2-0).
In Coppa di Turchia il Beşiktaş, dopo aver vinto il proprio girone - con Antalyaspor, Gaziantepspor, Gaziantep BB e Trabzonspor - elimina Antalyaspor e Ankaraspor prima di vincere la finale contro il Fenerbahçe; Sivok totalizza 6 presenze nel torneo, vincendo anche il campionato e realizzando così il double.
A fine stagione conta 29 partite e 2 reti in campionato, 6 presenze in Coppa di Turchia e 3 incontri di Coppa UEFA per un totale di 38 sfide e 2 reti stagionali.

##### Stagione 2009-2010
Il 2 agosto comincia la stagione 2009-2010 giocando la Supercoppa di Turchia contro il Fenerbahçe (persa 0-2).
5 giorni dopo gioca la prima di campionato contro l'Istanbul BB (1-1).
Il 15 settembre gioca la prima partita della fase a gironi della Champions League contro il Manchester United. In seguito gioca le partite d'andata e ritorno contro CSKA Mosca e Wolfsburg.
In Coppa di Turchia i bianconeri vengono eliminati nel girone D, comprendente Kasımpaşa, Konya Şekerspor, Istanbul BB e Manisaspor.
Il 5 febbraio 2010, ventesima giornata di Süper Lig, Sivok segna la prima rete della partita contro il Gençlerbirliği (4-1). Si ripete il 21 dello stesso mese realizzando l'1-1 contro il Galatasaray.
Sivok totalizza 39 gettoni e 2 reti, divise in: 31 incontri e 2 reti in campionato, 5 match di Champions League, 2 sfide nella coppa nazionale e 1 partita di Supercoppa di Turchia.

##### Stagione 2010-2011
Dopo aver giocato le prime partite stagionali a luglio in Europa League contro Vikingur e Viktoria Plzeň l'8 agosto 2010 si infortuna al legamento crociato restando fuori dai campi di gioco per 6 mesi e saltando tutta la prima parte della stagione. Il 12 gennaio 2011 ritorna dall'infortunio giocando da titolare la partita di Coppa di Turchia contro il Manisaspor (2-3), società alla quale realizza la rete dell'1-1 fornendo l'assist per il 2-3 di Guti. Il Beşiktaş supera il girone A - assieme a Gaziantep BB, Trabzonspor, Konya Torku Şekerspor e Manisaspor - accedendo ai quarti di finale: dopo aver estromesso le due società di Gaziantep (Gaziantep BB per 8-0 e Gaziantepspor per 5-2) le Aquile nere sconfiggono ai calci di rigore l'Istanbul BB, vincendo nuovamente la Coppa di Turchia (Sivok realizza il 2-2 al 78' portando le squadre ai tempi supplementari).
Il 30 gennaio esordisce in Süper Lig contro l'Istanbul BB (2-1).
Tra il 17 e il 24 febbraio affronta nel doppio incontro la Dinamo Kiev che elimina il Beşiktaş dall'Europa League con un risultato complessivo di 8-1.
A fine stagione Sivok totalizza 21 presenze e 2 reti con la maglia bianconera.

##### Stagione 2011-2012
La stagione 2011-2012 del Beşiktaş comincia con l'impegno di Europa League contro i russi dell'Alania, sconfitti tra il 18 e il 25 agosto per 3-2. Sivok realizza l'1-0 all'andata.
Il 10 settembre debutta in campionato contro l'Eskişehirspor (2-1). Nella seconda giornata di campionato, contro il Bursaspor (1-2), realizza l'1-1 con un colpo di testa.
In Europa League Sivok gioca le 6 sfide contro Maccabi Tel Aviv, Stoke City e Dinamo Kiev.
Il 16 giugno 2015, dopo 7 stagioni al Beşiktaş, passa ufficialmente al Bursaspor.

### Nazionale

#### Maggiore
Il 3 settembre 2005 debutta con la Nazionale ceca contro la Romania.
L'8 giugno 2012 esordisce da titolare agli Europei nella partita contro la Russia (4-1).
Viene convocato per gli Europei 2016 in Francia.

## Statistiche

### Presenze e reti nei club
| Stagione                | Squadra                 | Campionato              | Campionato | Campionato | Coppe nazionali | Coppe nazionali | Coppe nazionali | Coppe internazionali | Coppe internazionali | Coppe internazionali | Altre coppe | Altre coppe | Altre coppe | Totale | Totale |
| Stagione                | Squadra                 | Comp                    | Pres       | Reti       | Comp            | Pres            | Reti            | Comp                 | Pres                 | Reti                 | Comp        | Pres        | Reti        | Pres   | Reti   |
| ----------------------- | ----------------------- | ----------------------- | ---------- | ---------- | --------------- | --------------- | --------------- | -------------------- | -------------------- | -------------------- | ----------- | ----------- | ----------- | ------ | ------ |
| 2000-2001               | České Budějovice        | 1L                      | 11         | 0          | CR              | ?               | ?               | -                    | -                    | -                    | -           | -           | -           | 11     | 0      |
| 2001-2002               | České Budějovice        | 2L                      | 27         | 9          | CR              | ?               | ?               | -                    | -                    | -                    | -           | -           | -           | 27     | 9      |
| 2002-2003               | Sparta Praga            | 1L                      | 15         | 1          | CR              | ?               | ?               | UCL+CU               | 1+?                  | 0+?                  | -           | -           | -           | 16     | 1      |
| lug.-dic. 2003          | České Budějovice        | 1L                      | 13         | 0          | CR              | ?               | ?               | -                    | -                    | -                    | -           | -           | -           | 13     | 0      |
| Totale České Budějovice | Totale České Budějovice | Totale České Budějovice | 51         | 9          |                 | ?               | ?               |                      | -                    | -                    |             | -           | -           | 51     | 9      |
| gen.-giu. 2004          | Sparta Praga            | 1L                      | 10         | 0          | CR              | ?               | ?               | UCL                  | 2                    | 0                    | -           | -           | -           | 12     | 0      |
| 2004-2005               | Sparta Praga            | 1L                      | 25         | 0          | CR              | ?               | ?               | UCL                  | 10                   | 1                    | -           | -           | -           | 35     | 1      |
| 2005-2006               | Sparta Praga            | 1L                      | 15         | 3          | CR              | ?               | ?               | UCL                  | 2                    | 0                    | -           | -           | -           | 17     | 3      |
| 2006-gen. 2007          | Sparta Praga            | 1L                      | 12         | 2          | CR              | ?               | ?               | CU                   | 5                    | 0                    | -           | -           | -           | 17     | 2      |
| gen.-giu. 2007          | Udinese                 | A                       | 11         | 1          | CI              | 1               | 0               | -                    | -                    | -                    | -           | -           | -           | 12     | 1      |
| giu.-dic. 2007          | Udinese                 | A                       | 2          | 0          | CI              | 2               | 0               | -                    | -                    | -                    | -           | -           | -           | 4      | 0      |
| Totale Udinese          | Totale Udinese          | Totale Udinese          | 13         | 1          |                 | 3               | 0               |                      | -                    | -                    |             | -           | -           | 16     | 1      |
| gen.-giu. 2008          | Sparta Praga            | 1L                      | 14         | 1          | CR              | 1               | 0               | -                    | -                    | -                    | -           | -           | -           | 15     | 1      |
| Totale Sparta Praga     | Totale Sparta Praga     | Totale Sparta Praga     | 91         | 7          |                 | 1               | 0               |                      | 20                   | 1                    |             | -           | -           | 112    | 8      |
| 2008-2009               | Beşiktaş                | SL                      | 29         | 2          | CT              | 6               | 0               | CU                   | 3                    | 0                    | -           | -           | -           | 38     | 2      |
| 2009-2010               | Beşiktaş                | SL                      | 31         | 2          | CT              | 2               | 0               | UCL                  | 5                    | 0                    | TSK         | 1           | 0           | 39     | 2      |
| 2010-2011               | Beşiktaş                | SL                      | 11         | 0          | CT              | 5               | 2               | UEL                  | 5                    | 0                    | -           | -           | -           | 21     | 2      |
| 2011-2012               | Beşiktaş                | SL                      | 25+1       | 4          | CT              | 0               | 0               | UEL                  | 12                   | 2                    | -           | -           | -           | 38     | 6      |
| Totale Beşiktaş         | Totale Beşiktaş         | Totale Beşiktaş         | 97         | 8          |                 | 13              | 2               |                      | 25                   | 2                    |             | 1           | 0           | 136    | 12     |
| Totale carriera         | Totale carriera         | Totale carriera         | 252        | 25         |                 | 17              | 2               |                      | 45                   | 3                    |             | 1           | 0           | 315    | 30     |

### Cronologia presenze e reti in Nazionale
| Cronologia completa delle presenze e delle reti in nazionale ― Rep. Ceca | Cronologia completa delle presenze e delle reti in nazionale ― Rep. Ceca | Cronologia completa delle presenze e delle reti in nazionale ― Rep. Ceca | Cronologia completa delle presenze e delle reti in nazionale ― Rep. Ceca | Cronologia completa delle presenze e delle reti in nazionale ― Rep. Ceca | Cronologia completa delle presenze e delle reti in nazionale ― Rep. Ceca | Cronologia completa delle presenze e delle reti in nazionale ― Rep. Ceca | Cronologia completa delle presenze e delle reti in nazionale ― Rep. Ceca |
| Data                                                                     | Città                                                                    | In casa                                                                  | Risultato                                                                | Ospiti                                                                   | Competizione                                                             | Reti                                                                     | Note                                                                     |
| ------------------------------------------------------------------------ | ------------------------------------------------------------------------ | ------------------------------------------------------------------------ | ------------------------------------------------------------------------ | ------------------------------------------------------------------------ | ------------------------------------------------------------------------ | ------------------------------------------------------------------------ | ------------------------------------------------------------------------ |
| 3-9-2005                                                                 | Costanza                                                                 | Romania                                                                  | 2 – 0                                                                    | Rep. Ceca                                                                | Qual. Mondiali 2006                                                      | -                                                                        | 59’                                                                      |
| 7-9-2005                                                                 | Olomouc                                                                  | Rep. Ceca                                                                | 4 – 1                                                                    | Armenia                                                                  | Qual. Mondiali 2006                                                      | -                                                                        | 70’                                                                      |
| 2-6-2007                                                                 | Cardiff                                                                  | Galles                                                                   | 0 – 0                                                                    | Rep. Ceca                                                                | Qual. Euro 2008                                                          | -                                                                        | 83’                                                                      |
| 22-8-2007                                                                | Vienna                                                                   | Austria                                                                  | 1 – 1                                                                    | Rep. Ceca                                                                | Amichevole                                                               | -                                                                        | 46’                                                                      |
| 12-9-2007                                                                | Praga                                                                    | Rep. Ceca                                                                | 1 – 0                                                                    | Irlanda                                                                  | Qual. Euro 2008                                                          | -                                                                        | 46’ 85’                                                                  |
| 30-5-2008                                                                | Teplice                                                                  | Rep. Ceca                                                                | 3 – 1                                                                    | Scozia                                                                   | Amichevole                                                               | -                                                                        | 74’                                                                      |
| 12-8-2009                                                                | Teplice                                                                  | Rep. Ceca                                                                | 3 – 1                                                                    | Belgio                                                                   | Amichevole                                                               | -                                                                        |                                                                          |
| 5-9-2009                                                                 | Bratislava                                                               | Slovacchia                                                               | 2 – 2                                                                    | Rep. Ceca                                                                | Qual. Mondiali 2010                                                      | -                                                                        |                                                                          |
| 10-10-2009                                                               | Praga                                                                    | Rep. Ceca                                                                | 2 – 0                                                                    | Polonia                                                                  | Qual. Mondiali 2010                                                      | -                                                                        |                                                                          |
| 14-10-2009                                                               | Praga                                                                    | Rep. Ceca                                                                | 0 – 0                                                                    | Irlanda del Nord                                                         | Qual. Mondiali 2010                                                      | -                                                                        |                                                                          |
| 3-3-2010                                                                 | Glasgow                                                                  | Scozia                                                                   | 1 – 0                                                                    | Rep. Ceca                                                                | Amichevole                                                               | -                                                                        | 59’                                                                      |
| 26-5-2010                                                                | East Hartford                                                            | Stati Uniti                                                              | 2 – 4                                                                    | Rep. Ceca                                                                | Amichevole                                                               | 1                                                                        |                                                                          |
| 9-2-2011                                                                 | Pola                                                                     | Croazia                                                                  | 4 – 2                                                                    | Rep. Ceca                                                                | Amichevole                                                               | 1                                                                        |                                                                          |
| 25-3-2011                                                                | Granada                                                                  | Spagna                                                                   | 2 – 1                                                                    | Rep. Ceca                                                                | Qual. Euro 2012                                                          | -                                                                        |                                                                          |
| 29-3-2011                                                                | Teplice                                                                  | Rep. Ceca                                                                | 2 – 0                                                                    | Liechtenstein                                                            | Qual. Euro 2012                                                          | -                                                                        |                                                                          |
| 7-6-2011                                                                 | Yokohama                                                                 | Giappone                                                                 | 0 – 0                                                                    | Rep. Ceca                                                                | Amichevole                                                               | -                                                                        | 35’ 46’                                                                  |
| 10-8-2011                                                                | Oslo                                                                     | Norvegia                                                                 | 3 – 0                                                                    | Rep. Ceca                                                                | Amichevole                                                               | -                                                                        | 90’                                                                      |
| 3-9-2011                                                                 | Glasgow                                                                  | Scozia                                                                   | 2 – 2                                                                    | Rep. Ceca                                                                | Qual. Euro 2012                                                          | -                                                                        |                                                                          |
| 6-9-2011                                                                 | Praga                                                                    | Rep. Ceca                                                                | 4 – 0                                                                    | Ucraina                                                                  | Amichevole                                                               | -                                                                        |                                                                          |
| 7-10-2011                                                                | Praga                                                                    | Rep. Ceca                                                                | 0 – 2                                                                    | Spagna                                                                   | Qual. Euro 2012                                                          | -                                                                        |                                                                          |
| 11-10-2011                                                               | Kaunas                                                                   | Lituania                                                                 | 1 – 4                                                                    | Rep. Ceca                                                                | Qual. Euro 2012                                                          | -                                                                        |                                                                          |
| 11-11-2011                                                               | Praga                                                                    | Rep. Ceca                                                                | 2 – 0                                                                    | Montenegro                                                               | Qual. Euro 2012                                                          | 1                                                                        |                                                                          |
| 15-11-2011                                                               | Podgorica                                                                | Montenegro                                                               | 0 – 1                                                                    | Rep. Ceca                                                                | Qual. Euro 2012                                                          | -                                                                        | 66’                                                                      |
| 29-2-2012                                                                | Dublino                                                                  | Irlanda                                                                  | 1 – 1                                                                    | Rep. Ceca                                                                | Amichevole                                                               | -                                                                        |                                                                          |
| 26-5-2012                                                                | Hartberg                                                                 | Israele                                                                  | 1 – 2                                                                    | Rep. Ceca                                                                | Amichevole                                                               | -                                                                        | 46’                                                                      |
| 1-6-2012                                                                 | Praga                                                                    | Rep. Ceca                                                                | 1 – 2                                                                    | Ungheria                                                                 | Amichevole                                                               | -                                                                        | 46’                                                                      |
| 8-6-2012                                                                 | Breslavia                                                                | Russia                                                                   | 4 – 1                                                                    | Rep. Ceca                                                                | Euro 2012 - 1º turno                                                     | -                                                                        |                                                                          |
| 12-6-2012                                                                | Breslavia                                                                | Grecia                                                                   | 1 – 2                                                                    | Rep. Ceca                                                                | Euro 2012 - 1º turno                                                     | -                                                                        |                                                                          |
| 16-6-2012                                                                | Breslavia                                                                | Rep. Ceca                                                                | 1 – 0                                                                    | Polonia                                                                  | Euro 2012 - 1º turno                                                     | -                                                                        |                                                                          |
| 21-6-2012                                                                | Varsavia                                                                 | Rep. Ceca                                                                | 0 – 1                                                                    | Portogallo                                                               | Euro 2012 - Quarti di finale                                             | -                                                                        |                                                                          |
| 15-8-2012                                                                | Leopoli                                                                  | Ucraina                                                                  | 0 – 0                                                                    | Rep. Ceca                                                                | Amichevole                                                               | -                                                                        |                                                                          |
| 8-9-2012                                                                 | Copenaghen                                                               | Danimarca                                                                | 0 – 0                                                                    | Rep. Ceca                                                                | Qual. Mondiali 2014                                                      | -                                                                        |                                                                          |
| 11-9-2012                                                                | Teplice                                                                  | Rep. Ceca                                                                | 0 – 1                                                                    | Finlandia                                                                | Amichevole                                                               | -                                                                        |                                                                          |
| 12-10-2012                                                               | Plzeň                                                                    | Rep. Ceca                                                                | 3 – 1                                                                    | Malta                                                                    | Qual. Mondiali 2014                                                      | -                                                                        |                                                                          |
| 16-10-2012                                                               | Praga                                                                    | Rep. Ceca                                                                | 0 – 0                                                                    | Bulgaria                                                                 | Qual. Mondiali 2014                                                      | -                                                                        |                                                                          |
| 14-11-2012                                                               | Olomouc                                                                  | Rep. Ceca                                                                | 3 – 0                                                                    | Slovacchia                                                               | Amichevole                                                               | -                                                                        | 46’                                                                      |
| 6-2-2013                                                                 | Manisa                                                                   | Turchia                                                                  | 0 – 2                                                                    | Rep. Ceca                                                                | Amichevole                                                               | -                                                                        |                                                                          |
| 22-3-2013                                                                | Olomouc                                                                  | Rep. Ceca                                                                | 0 – 3                                                                    | Danimarca                                                                | Qual. Mondiali 2014                                                      | -                                                                        | 79’                                                                      |
| 26-3-2013                                                                | Erevan                                                                   | Armenia                                                                  | 0 – 3                                                                    | Rep. Ceca                                                                | Qual. Mondiali 2014                                                      | -                                                                        | 43’                                                                      |
| 7-6-2013                                                                 | Praga                                                                    | Rep. Ceca                                                                | 0 – 0                                                                    | Italia                                                                   | Qual. Mondiali 2014                                                      | -                                                                        |                                                                          |
| 14-8-2013                                                                | Budapest                                                                 | Ungheria                                                                 | 1 – 1                                                                    | Rep. Ceca                                                                | Amichevole                                                               | -                                                                        | 46’                                                                      |
| 6-9-2013                                                                 | Praga                                                                    | Rep. Ceca                                                                | 1 – 2                                                                    | Armenia                                                                  | Qual. Mondiali 2014                                                      | -                                                                        |                                                                          |
| 10-9-2013                                                                | Torino                                                                   | Italia                                                                   | 2 – 1                                                                    | Rep. Ceca                                                                | Qual. Mondiali 2014                                                      | -                                                                        |                                                                          |
| 11-10-2013                                                               | Ta' Qali                                                                 | Malta                                                                    | 1 – 4                                                                    | Rep. Ceca                                                                | Qual. Mondiali 2014                                                      | -                                                                        | 79’                                                                      |
| 15-11-2013                                                               | Olomouc                                                                  | Rep. Ceca                                                                | 2 – 0                                                                    | Canada                                                                   | Amichevole                                                               | -                                                                        | 46’                                                                      |
| 10-10-2014                                                               | Istanbul                                                                 | Turchia                                                                  | 1 – 2                                                                    | Rep. Ceca                                                                | Qual. Euro 2016                                                          | 1                                                                        |                                                                          |
| 13-10-2014                                                               | Astana                                                                   | Kazakistan                                                               | 2 – 4                                                                    | Rep. Ceca                                                                | Qual. Euro 2016                                                          | -                                                                        | 81’                                                                      |
| 16-11-2014                                                               | Plzeň                                                                    | Rep. Ceca                                                                | 2 – 1                                                                    | Islanda                                                                  | Qual. Euro 2016                                                          | -                                                                        |                                                                          |
| 12-6-2015                                                                | Reykjavík                                                                | Islanda                                                                  | 2 – 1                                                                    | Rep. Ceca                                                                | Qual. Euro 2016                                                          | -                                                                        |                                                                          |
| 13-11-2015                                                               | Ostrava                                                                  | Rep. Ceca                                                                | 4 – 1                                                                    | Serbia                                                                   | Amichevole                                                               | 1                                                                        | cap.                                                                     |
| 24-3-2016                                                                | Praga                                                                    | Rep. Ceca                                                                | 0 – 1                                                                    | Scozia                                                                   | Amichevole                                                               | -                                                                        | Cap.                                                                     |
| 29-3-2016                                                                | Stoccolma                                                                | Svezia                                                                   | 1 – 1                                                                    | Rep. Ceca                                                                | Amichevole                                                               | -                                                                        | Cap. 59’                                                                 |
| 27-5-2016                                                                | Kufstein                                                                 | Rep. Ceca                                                                | 6 – 0                                                                    | Malta                                                                    | Amichevole                                                               | -                                                                        |                                                                          |
| 1-6-2016                                                                 | Innsbruck                                                                | Rep. Ceca                                                                | 2 – 1                                                                    | Russia                                                                   | Amichevole                                                               | -                                                                        | 46’                                                                      |
| 5-6-2016                                                                 | Praga                                                                    | Rep. Ceca                                                                | 1 – 2                                                                    | Corea del Sud                                                            | Amichevole                                                               | -                                                                        | 56’                                                                      |
| 13-6-2016                                                                | Tolosa                                                                   | Spagna                                                                   | 1 – 0                                                                    | Rep. Ceca                                                                | Euro 2016 - 1º turno                                                     | -                                                                        |                                                                          |
| 17-6-2016                                                                | Saint-Etienne                                                            | Rep. Ceca                                                                | 2 – 2                                                                    | Croazia                                                                  | Euro 2016 - 1º turno                                                     | -                                                                        | 72’                                                                      |
| 21-6-2016                                                                | Lens                                                                     | Rep. Ceca                                                                | 0 – 2                                                                    | Turchia                                                                  | Euro 2016 - 1º turno                                                     | -                                                                        |                                                                          |
| 8-10-2016                                                                | Amburgo                                                                  | Germania                                                                 | 3 – 0                                                                    | Rep. Ceca                                                                | Qual. Mondiali 2018                                                      | -                                                                        |                                                                          |
| 11-10-2016                                                               | Ostrava                                                                  | Rep. Ceca                                                                | 0 – 0                                                                    | Azerbaigian                                                              | Qual. Mondiali 2018                                                      | -                                                                        | Cap.                                                                     |
| 11-11-2016                                                               | Praga                                                                    | Rep. Ceca                                                                | 2 – 1                                                                    | Norvegia                                                                 | Qual. Mondiali 2018                                                      | -                                                                        | Cap.                                                                     |
| 22-3-2017                                                                | Praga                                                                    | Rep. Ceca                                                                | 3 – 0                                                                    | Lituania                                                                 | Amichevole                                                               | -                                                                        | Cap. 46’                                                                 |
| 26-3-2017                                                                | Serravalle                                                               | San Marino                                                               | 0 – 6                                                                    | Rep. Ceca                                                                | Qual. Mondiali 2018                                                      | -                                                                        | Cap.                                                                     |
| 10-6-2017                                                                | Oslo                                                                     | Norvegia                                                                 | 1 – 1                                                                    | Rep. Ceca                                                                | Qual. Mondiali 2018                                                      | -                                                                        | Cap.                                                                     |
| Totale                                                                   |                                                                          | Presenze                                                                 | 64                                                                       |                                                                          | Reti                                                                     | 5                                                                        |                                                                          |

## Palmarès

### Club

#### Competizioni nazionali
- Druhá Liga: 1

České Budějovice: 2001-2002
- Campionato ceco: 2

Sparta Praga: 2002-2003, 2004-2005
- Pohár ČMFS: 1

Sparta Praga: 2006
- Campionato turco: 1

Beşiktaş: 2008-2009
- Türkiye Kupası: 2

Beşiktaş: 2008-2009, 2010-2011